# Aakerfährbrücke
Die Aakerfährbrücke ist eine vierspurige Straßenbrücke über die Ruhr in Duisburg. Sie verbindet die Duisburger Stadtteile Duissern und Meiderich. Sie gehört zu einem Ensemble von Brücken, das von der Route der Industriekultur als Brückenlandschaft Ruhraue bezeichnet wird.

## Geschichte
Schon seit der Frühzeit der Besiedlung wurde in diesem Bereich die Ruhr auf einer Furt durchquert. Später wurde die Ruhr auf einer erstmals 1359 erwähnten Fähre (genannt Aakerfähre) überquert, zuletzt etwa 150 Meter flussabwärts der heutigen Brücke.
Um dem ständig ansteigenden Verkehrsaufkommen Ende des 19. Jahrhunderts gerecht zu werden, wurde zwischen 1902 und 1904 die erste feste Ruhrquerung gebaut. Nach der ehemaligen Fähre Aakerfährbrücke benannt, wurde diese von der Brückenbaugesellschaft Harkort (Duisburg) geplant und von dem Berliner Architekten Bruno Möhring ausgeschmückt. Seit dem 24. März 1907 führt die Straßenbahnstrecke vom Burgplatz zum Meidericher Südbahnhof ebenfalls über die Aakerfährbrücke.
Diese Brücke wurde im Herbst 1944 stark beschädigt, aber schon 1946 in fast unveränderter Form wieder für den Verkehr freigegeben.
Nachdem das Verkehrsaufkommen und die Fahrzeuglasten im Laufe der Jahrzehnte stetig gestiegen waren, machten strukturelle Schäden Anfang der 1990er Jahre einen kompletten Neubau erforderlich. Nach Abriss der alten Brücke wurde auf den alten Widerlagern eine 180 Meter lange Behelfsbrücke von Krupp Typ D aufgesetzt, über die die Straßenbahn eingleisig geführt wurde, während der Straßenverkehr großräumig umgeleitet wurde.
Östlich parallel zur Behelfsbrücke wurde eine großzügig angelegte Stabbogenbrücke gebaut, die neben vier Fahrspuren auch beidseitig breite Fußgänger- und Radwege umfasst. Bis zur Einstellung der oberirdischen Strecke von Duissern nach Meiderich 2000 teilte sich die Straßenbahn die mittleren Fahrspuren mit dem Straßenverkehr. Die Gleise auf der Brücke liegen bis heute.